# Autocrates obertheuri
Autocrates obertheuri is een keversoort uit de familie Trictenotomidae. De wetenschappelijke naam van de soort is voor het eerst geldig gepubliceerd in 1910 door Vuillet.